# Architekt
Architekt (у перекладі з польської — «архітектор») — журнал Краківського технічного товариства, присвячений будівництву, архітектурі, реставрації пам'яток. Видавався з перервами у першій третині XX століття у Кракові польською мовою.
Попередником був загальнотехнічний журнал «Czasopismo Techniczne», який видавали як офіційний друкований орган спільно Львівським політехнічним і Краківським технічним товариствами. 1890 року через розбіжності у поглядах товариства припинили співпрацю і кожне видавало свій власний журнал під однією і тією ж назвою. Краківський виходив накладом у 200 примірником і його тематика більше тяжіла до висвітлення питань архітектури. Зрештою він остаточно оформився як журнал архітектурно-будівельного спрямування, при цьому було змінено назву. Вперше як «Architekt» він вийшов у квітні 1900 накладом у 2600 примірників. Пізніше наклад коливався від 700 до 1000. Видавався до листопада 1915. Редакторами були архітектори Владислав Екельський, Ян Кароль Зубжицький, Єжи Вархаловський. 1922 року стараннями Товариства видавання журналу поновлено. Наклад — 1000 примірників. До певної міри він виконував функцію друкованого органу товариства. 1926 року знову припинено. Після заснування 1929 року Спілки архітекторів Краківського воєводства на чолі з Адольфом Шишко-Богушем, розпочато друк журналу, однак це протривало до 1932 року.